# Pamiso
Il Pamiso (in greco Πάμισος?) è un fiume del Peloponneso, nel sud della Grecia.
Il fiume è il più grande della Messenia ed ha un bacino idrografico di 568 km². Nasce sul versante occidentale dei monti del Taigeto, scorre per 44 km in direzione nord-sud e sfocia nel mar Ionio, nella parte centrale del golfo di Messenia, a ovest della città di Calamata.
 Lungo il suo corso, il Pamiso attraversa il territorio di Arfara, Ithomi, Androusa, Messene, Thouria e Calamata, nell'unità periferica di Messenia.
Stando a Pausania, nell'antichità il fiume era navigabile e Pamiso, la sua eponima divinità fluviale, era venerato dai messeni.